# Magma (álbum de Gojira)
Magma é o sexto álbum de estúdio da banda de metal francesa Gojira. O álbum foi lançado mundialmente no dia 17 de junho de 2016 pela gravadora Roadrunner.

## Sobre
Em novembro de 2014, os irmão Joe Duplantier e Mario Duplantier se mudaram para New York City e iniciaram a construção de um estúdio próprio, localizado no Queens. Em abril de 2015, o estúdio foi concluído e a banda começou a gravar as músicas. No entanto, a gravação do álbum foi interrompida quando Joe Duplantier e Mario Duplantier perderam sua mãe, que faleceu após uma longa batalha contra o câncer. A banda passou algum tempo em turnê no ano seguinte antes de retornar ao estúdio para continuar a gravação. A mixagem do álbum foi concluída em fevereiro de 2016 e o lançamento ocorreu em 17 de junho do mesmo ano.

## Estilo musical e lírico
O baterista Mario Duplantier descreveu em uma entrevista sua visão sobre o aspecto lírico do álbum: "Quando você lê as letras de Joe, para mim, eu choro de imediato. Elas são muito profundas e direto ao ponto. Não há enrolação. Nós reciclamos a nossa tristeza e depressão na música..."
O vocalista e guitarrista Joe Duplantier também explicou que o processo de escrita para Magma diferiu dos álbuns anteriores, dizendo: "Nós fizemos as coisas um pouco diferente em Magma. Nós despejamos canções, despejamos riffs, algo que nunca fizemos antes. [No passado] nós preparávamos 12 músicas, escolhíamos um estúdio e gravávamos todas as faixas exatamente como elas estavam nas demos. Decidimos agora criar um álbum de outra forma desta vez".
O Gojira em “Magma” transmite uma carga emocional impressionante em cada nota, o álbum é muito introspectivo e há aqui uma sincronia e clareza na audição de cada instrumento incrível. Talvez seja a melhor forma dos integrantes, que mostram muita maturidade e inteligência na composição das canções. As letras giram em torno de crenças, ideologias e filosofias do compositor Joe Duplantier. Além claro de boa parte do conteúdo lírico ter sido influenciado pela morte da Mãe dos irmãos Joe e Mario, o que deu ao álbum uma atmosfera profunda e melancólica em algumas passagens. E em outros momentos se nota muita fúria, desespero, além de riffs muito pesados e empolgantes bem como melodias e refrães
cativantes.

## Lançamento
Magma foi lançado no dia 17 de junho de 2016, via Roadrunner. Em 22 de abril de 2016, a banda lançou o primeiro videoclipe de uma música do álbum para a faixa "Stranded" e em seguida, no dia 20 de maio de 2016, a banda lançou um videoclipe para a faixa 2 de Magma, intitulada "Silvera".

## Recepção da Crítica
Magma foi recebido com aclamação da crítica especializada. No Metacritic (um site agregador de notas de revisões, que atribui uma nota que varia de 0 a 100, com base na opinião dos críticos de música), o álbum recebeu uma pontuação de 85/100, o que indica "aclamação universal".
| Críticas profissionais | Críticas profissionais |
| Pontuações agregadas   | Pontuações agregadas   |
| Fonte                  | Avaliação              |
| ---------------------- | ---------------------- |
| Metacritic             | 85/100                 |
| Avaliações da crítica  |                        |
| Fonte                  | Avaliação              |
| The Guardian           | [ 4 ]                  |
| Kerrang!               | [ 5 ]                  |
| Metal Hammer           | [ 6 ]                  |
| Allmusic               | [ 7 ]                  |

### Reconhecimentos
| Revista              | Reconhecimento                                           | Ano  | Colocação |
| -------------------- | -------------------------------------------------------- | ---- | --------- |
| Consequence of Sound | 50 melhores álbuns de 2016                               | 2016 | 33        |
| WhatCulture          | 20 melhores álbuns de Hard Rock & Heavy Metal de 2016    | 2016 | 1         |
| Metal Hammer         | Álbum do ano                                             | 2016 | 1         |
| Metal Injection      | Top 20 álbums de 2016 pelos redatores da Metal Injection | 2016 | 12        |
| Rolling Stone        | 20 melhores álbuns de Metal de 2016                      | 2016 | 8         |
| Loudwire             | 20 melhores álbuns de Metal de 2016                      | 2016 | 4         |
| MetalSucks           | Os 25 melhores álbuns de Metal lançados entre 2010-2019  | 2016 | 4         |

## Lista de músicas
Todas as faixas escritas e compostas por Gojira. 
| N.º | Título              | Duração |  |
| 1.  | "The Shooting Star" | 5:42    |  |
| 2.  | "Silvera"           | 3:33    |  |
| 3.  | "The Cell"          | 3:18    |  |
| 4.  | "Stranded"          | 4:29    |  |
| 5.  | "Yellow Stone"      | 1:19    |  |
| 6.  | "Magma"             | 6:42    |  |
| 7.  | "Pray"              | 5:14    |  |
| 8.  | "Only Pain"         | 4:00    |  |
| 9.  | "Low Lands"         | 6:04    |  |
| 10. | "Liberation"        | 3:35    |  |

## Produção
Gojira
- Joe Duplantier – vocais, guitarra, flauta, produção, mixagem, arranjos
- Christian Andreu – guitarra
- Jean-Michel Labadie – baixo
- Mario Duplantier – bateria

Adicionais
- Ted Jensen – masterização
- Johann Meyer – mixagem, engenheiro de som
- Alexis Berthelot – engenheiro de som adicional
- Will Putney – engenheiro de som adicional
- Jamie Uertz – engenheiro de som adicional
- Taylor Bingley – engenheiro de som adicional
- Hibiki Miyazaki – arte de capa
- The Visual Strategist – design
- Gabrielle Duplantier – fotografia